# The green grass of home
The green grass of home of 緣來自有機 is een Hongkongse TVB-serie uit 2007 en het hoofdthema is de bescherming van het milieu. Het beginlied "平凡" is gezongen door Leo Ku. De serie was ook te zien op de Chinees-Canadese zender Fairchild TV.

## Verhaal
Het speelt zich af in Kowloon en het dorp in de New Territories. Stella (Christina Ng) is een interieurontwerper die werkt als hoofd van haar zakenteam. Ze is streng, snel boos en haar verwachtingen zijn altijd hoog. Wanneer Stella's secretaris haar baas verteld over Stella's stressproblemen, wordt Stella ontslagen. Later ontmoet ze Choi Ka-Sing (Sunny Chan), een relaxte en rustig man. Ze worden verliefd op elkaar. Beiden komen oorspronkelijk uit hetzelfde dorp in de New Territories.
Stella's familie heeft vaak problemen in de stad en zij moet als oudste dochter vaak haar vader (Yuen Wah) helpen. Dankzij Ka-Shing die later heel bevriend wordt met Stella's vader en familie worden de familieproblemen opgelost.

## Rolverdeling
- Yuen Wah als Yip Cheung-Fat
- Evergreen Mak als Yip Sheung-Shing
- Kingdom Yuen als Chu Lai-Ngo
- Christine Ng als Stella Yip Moon-Chee
- Suki Chui als Yoyo
- Mimi Lo als Yip Moon-Lam
- Wong Chi Yin als Hung Kwok-Wai
- Law Lok Lam als Choi Chik-Hei
- Law Koon Lan als Wong Shuk-Kuen
- Sunny Chan Kam-Hung als Choi Ka-Sing
- Chris Lai Lok-Yi als Choi Ka-Po
- Joel Chan Shan-Chung als Yung Cho-Yiu
- Natalie Tong Sze-Wing als Yung Siu-Yu

Welcome to the house 高朋滿座 · Best selling secrets 同事三分親 · The conquest 爭霸 · Ten brothers 十兄弟 · War and destiny 亂世佳人 · A change of destiny 天機算 · The family link 師奶兵團 · The green grass of home 緣來自有機 · Devil's disciples 強劍 · Fathers and sons 爸爸閉翳 · Steps 舞動全城 · Men don't cry 奸人堅 · Word twisters' adventures 鐵咀銀牙 · The building blocks of life 建築有情天 · The brink of law 突圍行動 · Best bet 迎妻接福 · Life art 寫意人生 · Heart of greed 溏心風暴 · On the first beat 學警出更 · The drive of life 歲月風雲 · The ultimate crime fighter 通天幹探 · Marriage of inconvenience 兩妻時代 · Survivor's law II 律政新人王II · The colours of love 森之愛情 · Heavenly in-laws 我外母唔係人 · The slicing of the demon 凶城計中計 · Phoenix rising 蘭花劫